# Mutare
Mutare is de vierde stad qua inwonertal in Zimbabwe en de hoofdstad van het gelijknamige district aan de grens met Mozambique. De stad telde 170.106 inwoners bij de volkstelling van 2002.
Ongeveer 25 kilometer ten zuidoosten van de stad ligt het gebergte Bvumba met de bergtop Castle Beacon.

## Zustersteden
- Nederland - Haarlem (Stichting Stedenband Haarlem-Mutare)
- Verenigde Staten - Portland (Oregon)